# Slaughterhouse of the Rising Sun
Slaughterhouse of the Rising Sun ist ein US-amerikanischer Independent-Horrorfilm aus dem Jahr 2005. Der von Regisseur D.C. Mann (in Vor- und Abspann unter dem Pseudonym Vin Crease gelistet) gedrehte Film wurde in eine fiktive Entstehungsgeschichte eingebunden.

## Handlung
Jennifer, eine junge Frau, die in ihrer Kindheit ihre Schwester ertränkt hatte, leidet unter paranoiden und schizophrenen Wahnvorstellungen. Bei einem Pornodreh verletzt sie ihren Partner schwer und wird in eine psychiatrische Klinik eingeliefert. Nach sechs Monaten gilt sie als geheilt und darf die Klinik verlassen. Die einzige Auflage ist, dass sie zu ihren Eltern gehen muss. Auf ihrer Fahrt dorthin überlegt sie es sich jedoch anders und fährt einfach weiter. Als sie eine Strecke in der Wüste zurücklegt, wird sie von zwei Rednecks von der Straße abgedrängt. Die beiden versuchen sie zu vergewaltigen. In letzter Minute kommt der Hippieführer Damon Grey an, und zusammen mit seinen beiden Gespielinnen Guilty und Violence tötet er die beiden Männer. Er nimmt Jennifer mit zu seiner Gemeinschaft, die Gruppe nimmt Drogen, Marihuana und Peyote, und gibt sich ganz ihrer Transzendenz hin. Auch Jennifer macht mit. Eine alte Frau erzählt ihnen von einem mysteriösen Anwesen in der Nähe, einem alten Bordell, in dem junge Huren von einer Dorfgemeinschaft getötet wurden.
Die Gruppe beschließt zu dem Anwesen zu fahren. Da Jennifers Auto kaputt ist und die Reparatur noch eine Woche dauern würde, schließt sie sich der Gruppe um „Krüppel“ Damon an. Auf ihrer Fahrt in einem alten VW-Bus nehmen sie einen Anhalter mit, einen jungen Pfarrer. Als dieser die durchtriebene Bande bekehren will, treiben sie Schabernack mit ihm und setzen ihn wieder aus. Einer aus der Gruppe tötet ihn später mit seiner eigenen Bibel, doch Jennifer bemerkt das nicht.
Am Haus angekommen macht es sich die Gruppe gemütlich und geht dann an einen See schwimmen. Als Jennifer eine nackte Barbiepuppe im Wasser findet, bekommt sie einen psychotischen Schub und rennt zurück ins Haus. Am nächsten Morgen ist Sabbath tot. Ein mysteriöser Fremder mit Hut stellt sich als Mörder vor. Als Jennifer ihn mit einem Stein erschlägt, sieht sie nur seinen Hut auf einem Fluss wegtreiben. Als die Gruppe die Szenerie betritt, stören sie sich wenig an Sabbaths Dahinscheiden, beschließen jedoch eine Séance abzuhalten. Diese Séance bedingt einen weiteren Schub bei Jennifer, da ihr Sabbath erscheint und ihr Vorwürfe zum Tod ihrer Schwester macht. Jennifer rennt weg. Als die restliche Gruppe sie zu suchen beginnt, tötet sie einen nach dem anderen. Nur Damon entkommt und kann sie einfangen. Er will sie als Komplizin auf seine Seite ziehen, doch plötzlich erscheinen drei Lichter. Obwohl er Jennifer gefesselt hatte, ist er am nächsten Morgen tot.
Jennifer entwendet den Bus und nimmt einen Anhalter mit. Sie hat sich nun den Namen Jezebel gegeben und zieht weiter durchs Land.

## Fiktive Entstehungsgeschichte
Einer Einblendung vor dem Film und im Making-of wird behauptet, dies sei das letzte Werk des Rockmusikers und Regisseurs Vin Crease. Der Regisseur hätte 1971 nach Beendigung der Dreharbeiten Produzent Benjamin Mankiewicz umgebracht und den einzigen Originalprint entwendet. Er sei danach in eine Anstalt gekommen und  wäre dort 1977 umgekommen. Der Film sei erst jetzt, 30 Jahre später, wieder aufgetaucht. Im Making of kommen Kollegen und falsche Filmkritiker zu Wort.

## Hintergrund
Der Film stellt eine Hommage an die Exploitationfilme der 1970er dar. Vorbilder sind Hügel der blutigen Augen und das Blutgericht in Texas. Um dem Film den Look eines 1971 auf 16 mm gedrehten Films zu geben, setzt D.C. Mann Bildrauschen und körnigere Aufnahmen in das auf Digital Video gedrehte Filmmaterial ein. Die Farben sind „grell und kitschig“, der Schnitt „holprig und rauh“, während die Kamera an manchen Stellen verwackelt ist.

## Kritiken
Die nachträgliche Bearbeitung des Films wirkt nach Ansicht einiger Kritiker selten echt, so dass der Film einiges an Wirkung verlieren würde. Andere Kritiker loben jedoch die liebevolle Machart. Wohltuend sei der Ansatz, endlich wieder die Geschichte über die Splattereffekte zu stellen, wie es zum Beispiel bei Hostel umgekehrt der Fall war. Durch die Machart des Films wurde er mit den ähnlich gelagerten The Devil’s Rejects und Haus der 1000 Leichen sowie den beiden Grindhouse-Filmen verglichen, ohne jedoch deren Klasse zu erreichen.

„SLAUGHTERHOUSE OF THE RISING SUN stellt seine suggestiven Gestaltungsmittel anders als THE DEVIL’S REJECTS nicht in den Dienst eines Sinns, eines Sinns, den das Kino einst selbst mitgeholfen hat zu liquidieren. Bei Rob Zombie wird das Rétro-Szenario wieder zur Wirkung von Kunst, deshalb, weil es radikal Partei ergreift; Partei für das marginalisierte Amerika der Schlitzer und Kannibalen, der Freaks und Outlaws, der Spinner und Träumer. SLAUGHTERHOUSE OF THE RISING SUN dagegen evoziert nichts als Phantome – und darin verliert der Film sich selbst.“

„Eine mit geringem Budget, aber detailverliebt gestaltete Horrorkomödie als Hommage auf die Horrorfilme der 1970er-Jahre. Mit Gespür für Atmosphäre inszeniert, stellt der Film nicht so sehr die dennoch harten Effekte, sondern die mit Anspielungen auf die Manson-Bande gespickte Geschichte in den Mittelpunkt.“